# Андреа Орканья
Андреа ді Чоне (італ. Andrea di Cione di Arcangelo), званий Орка́нья (італ. Orcagna) (видозмінене Архангел) (1308 - 25 серпня 1368) - флорентійський художник, скульптор, архітектор, золотар, поет доби середньовіччя.

## Біографія

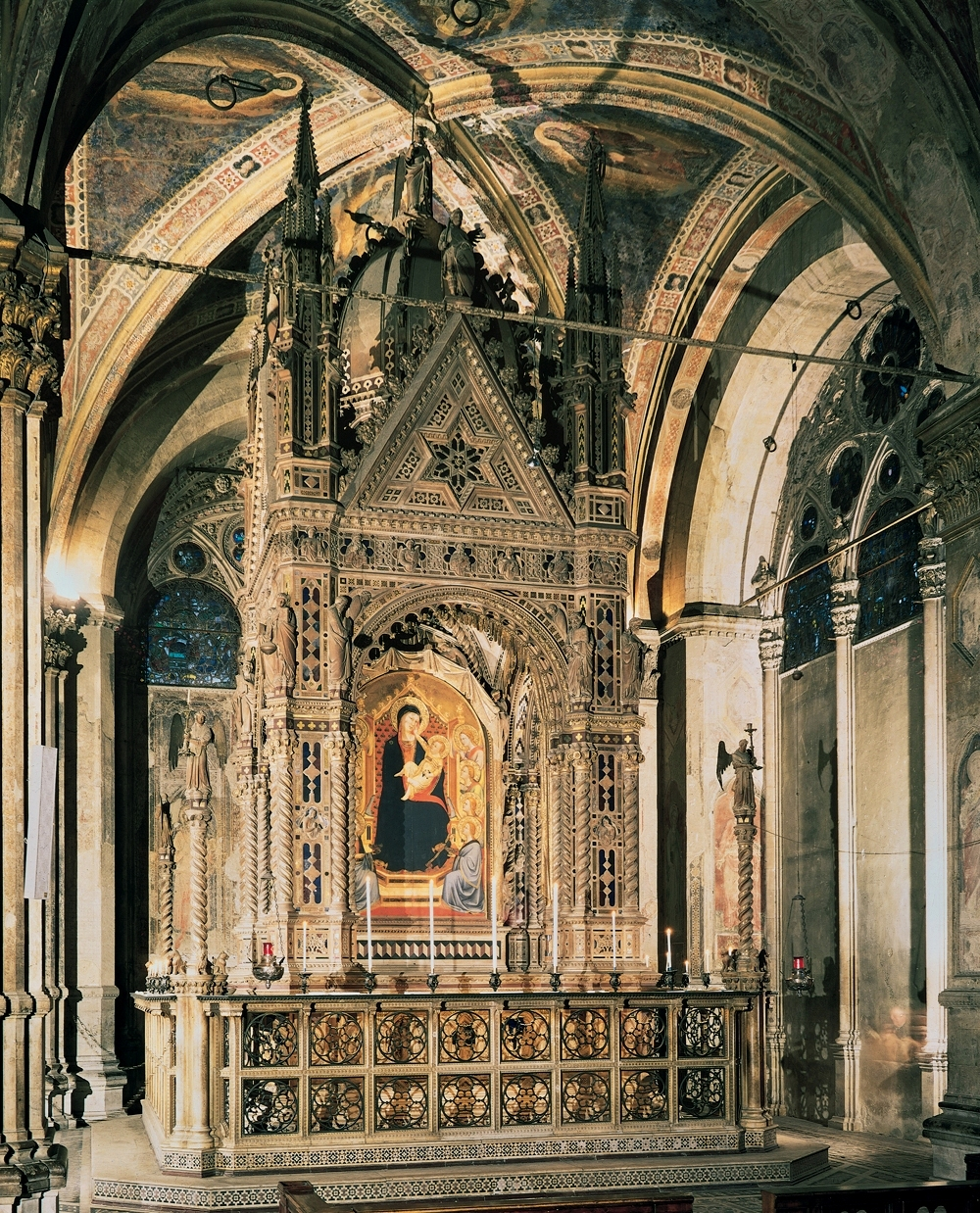
Табернакль. Костел Орсанмікеле

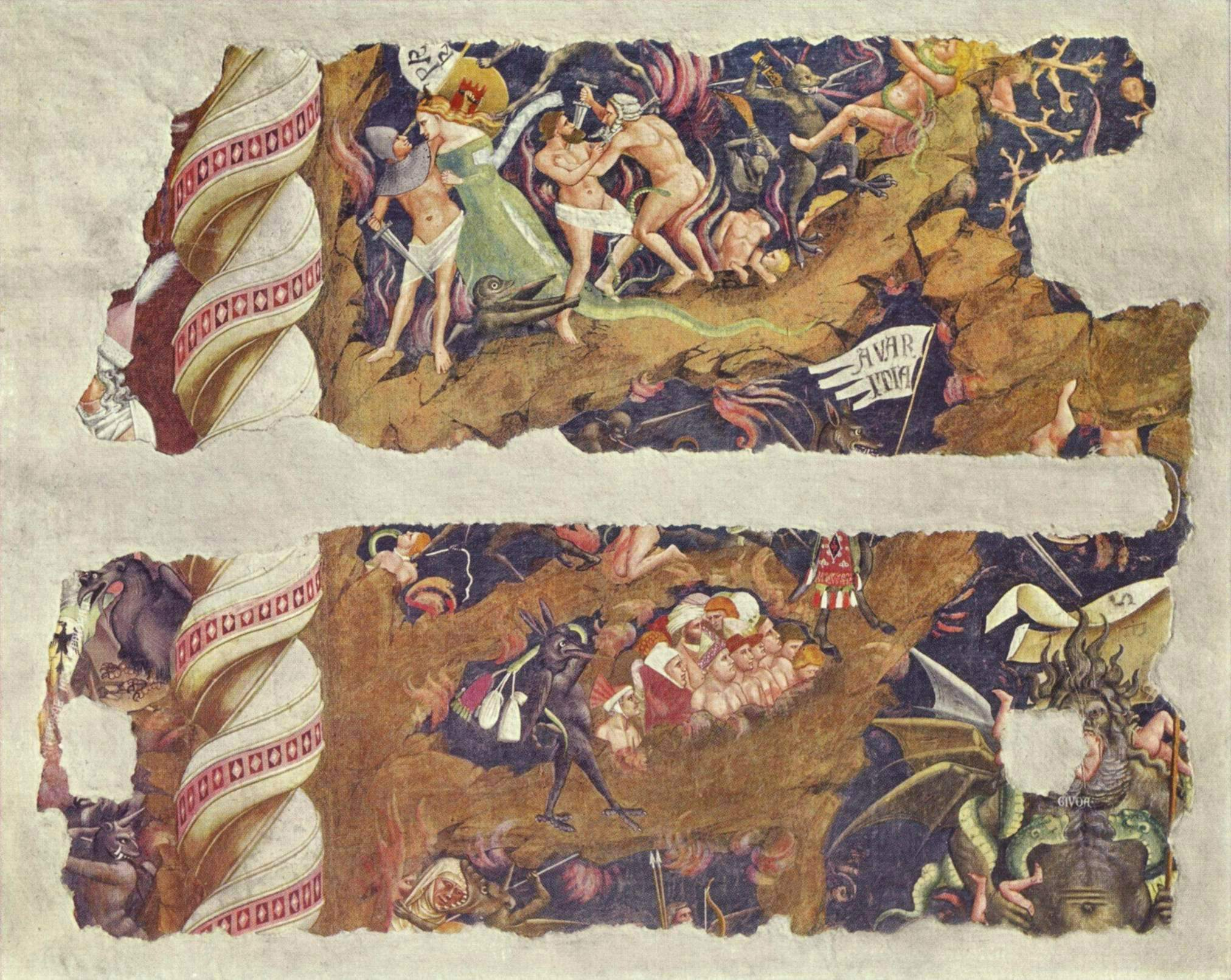
Танець смерті.

Основи ремесла здобував у майстерні батька золотаря Чіоне  разом з братами Якопо ді Чоне, Нардо ді Чоне, Маттео ді Чоне. Родинна майстерня ді Чоне вийшла на перші ролі у Флоренції після епідемії чуми 1348 року. Згодом був пов'язаний з майстернями Андреа Пізано та Джо́тто ді Бондо́не. Одним з його визначних творів вважають вівтар-поліптик "Христос на троні з святими" для каплиці Строцці у флорентійській церкві Санта Марія Новелла (1357). Був майстром мулярів при будівництві церкви Орсанмікеле у Флоренції, де у бічній наві зберігся табернакль його авторства. Був членом найпрестижнішого з семи цехів Флоренції Arte dei Medici e Speziali, куди належали лікарі, фармацевти і малярі. Ймовірно, задля можливості вести будівельні роботи вступив 1352 до цеху каменярів і столярів.
Андреа брав участь у будівництві флорентійського собору Санта-Марія-дель-Фйоре, був два роки майстром мулярів на будівництві катедрального собору в Орв'єто, де виконав мозаїки на фасаді (1359-1360)). Вважають, що він виконав у Флоренції фрески на хорах церкви Санта Марія Новелла, розп'яття у базиліці св. Духа, частини Тріумфу смерті в базиліці Санта-Кроче.
Лоджію деї Ланці   часом називають Лоджія Орканьї (італ. Loggia Orcagni), хоча дослідження показали, що будівництво вів його однофамілець Бенчі ді Чоне.